# Рейнеке (остров, Японское море)
Остров Рейнеке — остров архипелага Императрицы Евгении в заливе Петра Великого Японского моря, в 25 км к югу от центра Владивостока. Административно относится к Первомайскому району Владивостока. Население, около 25 человек (2005), проживает в единственном посёлке, с одноимённым острову названием.
Паромная переправа между островом и городом осуществляется 2 раза в неделю с заходом на остров Попова

## История
Остров обследован в 1862—1863 годы экспедицией подполковника корпуса флотских штурманов В. М. Бабкина. Тогда же назван по фамилии директора Гидрографического департамента Морского министерства вице-адмирала М. Ф. Рейнеке. Подробно снят в 1885 году штабс-капитаном корпуса флотских штурманов А. А. Мальцевым.
Весной 2009 года на острове произошёл пожар, сильно повреждённым оказался уникальный лес. Жители острова сумели потушить пожар в нескольких десятках метрах от своих домов. Посёлок не пострадал.

## География

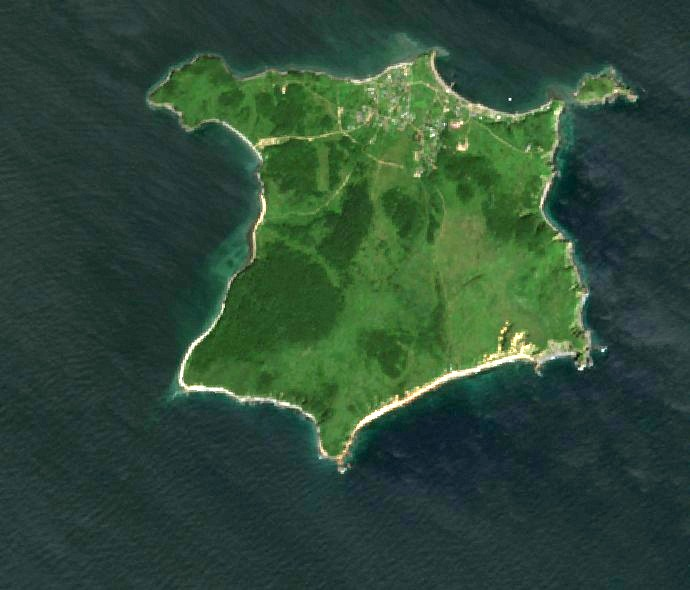
Космоснимок острова Рейнеке (сентябрь)

Площадь острова 463 га или 4,6 км², протяжённость с запада на восток 3,5 км, с севера на юг — 3 км от Ближайшего более крупного острова Попова отделён проливом Ликандера, шириной 0,5 км в самой узкой части.
Рельеф острова преимущественно низкогорный (предельные высоты 100—140 м над уровнем моря), характерны крутые обрывы к морю, встречаются участки низменных берегов с лагунами и лагунными озёрами. Береговая линия слабо изрезана, её протяжённость составляет 11,8 км. Из них 5,4 км — это абразионные берега (высокие скалы, омываемые морем). На долю пляжей приходится 6,4 км. Из них большую протяжённость занимают валунные и галечниковые пляжи. Имеется всего один песчаный пляж на западном побережье (Грязный Ручей), протяжённостью 0,16 км. На острове относительно широко распространена луговая растительность. Широколиственным лесом покрыта западная, обращённая к Амурскому заливу, половина острова. На восточной стороне лес встречается лишь небольшими рощами.
Западнее расположен остров Козлова, покрытый лесом, к востоку расположен небольшой остров Викента, покрытый травой и кустарниками.

## Туризм
Рейнеке, как и другие острова Владивостока, является излюбленным местом отдыха жителей города. Побережье на острове в основном галечное, но имеется небольшой песчаный пляж. В августе на острове одновременно насчитывается от 500 до 1000 отдыхающих. Остров Рейнеке — самый далёкий и труднодоступный из обитаемых островов Приморья. Тем не менее, в отличие от ещё более далёких островов, Рейнеке связан с материком регулярным морским сообщением, на острове имеются магазины.
Здесь есть возможность увидеть поляны жёлтых цветов, красные скалы, грот «Морской кордебалет». Есть источники пресной воды. Остров интересен причудливым рельефом, богатым растительным миром, экзотикой береговых скал и кекуров, разнообразием пляжей — то из красноватой и чёрной гальки, гранитов и гнейсов, то из песка.
Лучшее время для отдыха — с июля по конец сентября. Средняя температура воды в августе около 22 °C.

## Хозяйство
На острове работает ветроэлектростанция, которая обеспечивает постоянным электричеством 50 дворов, находящихся на острове.

## Галерея

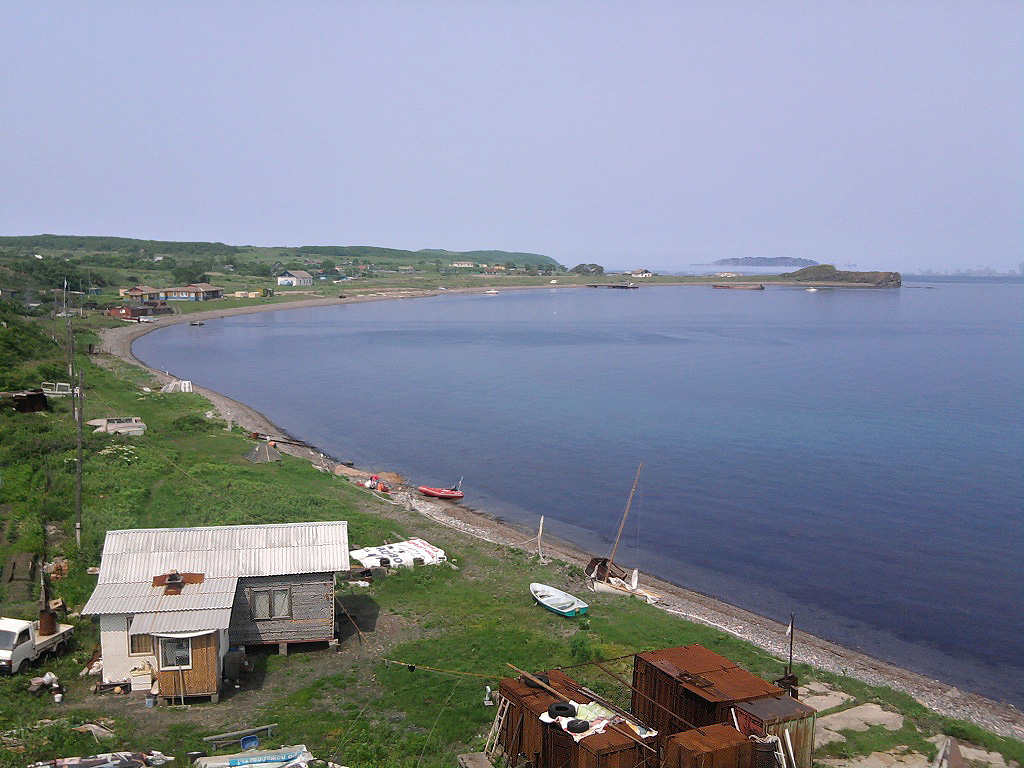
Вид на посёлок с вершины сопки
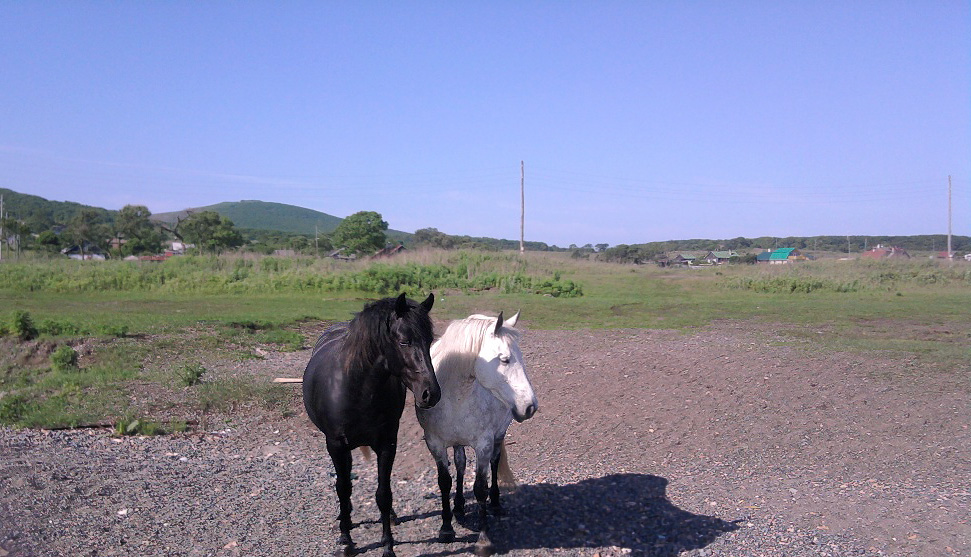
Две лошади на острове Рейнеке
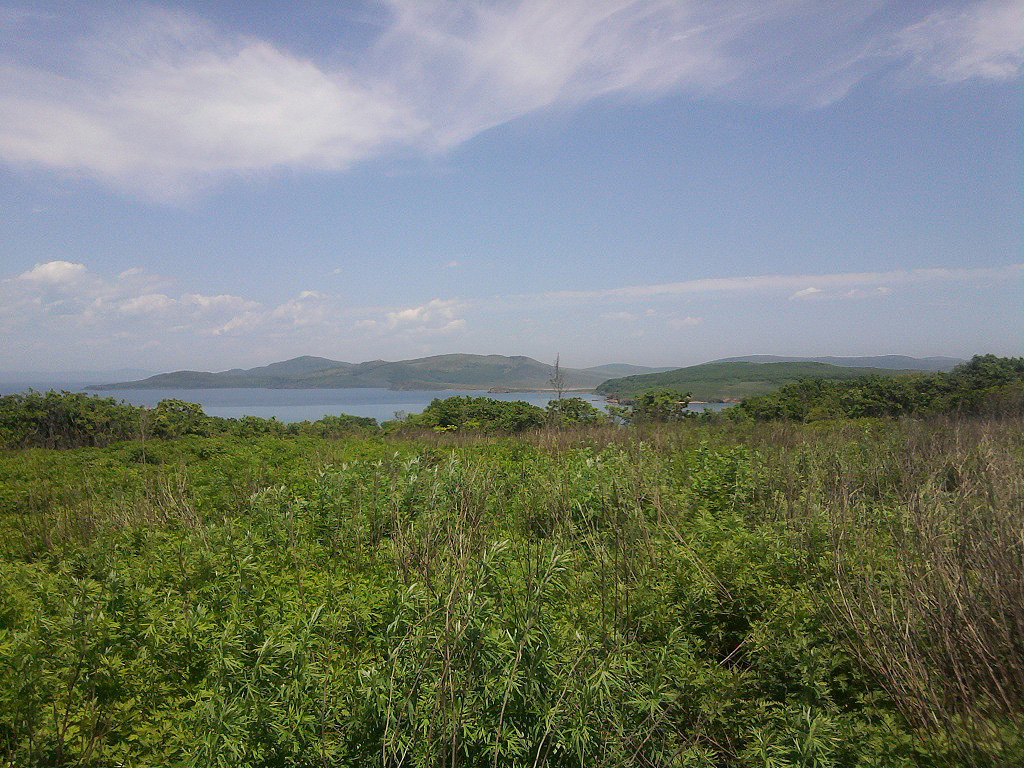
Пейзаж острова Рейнеке
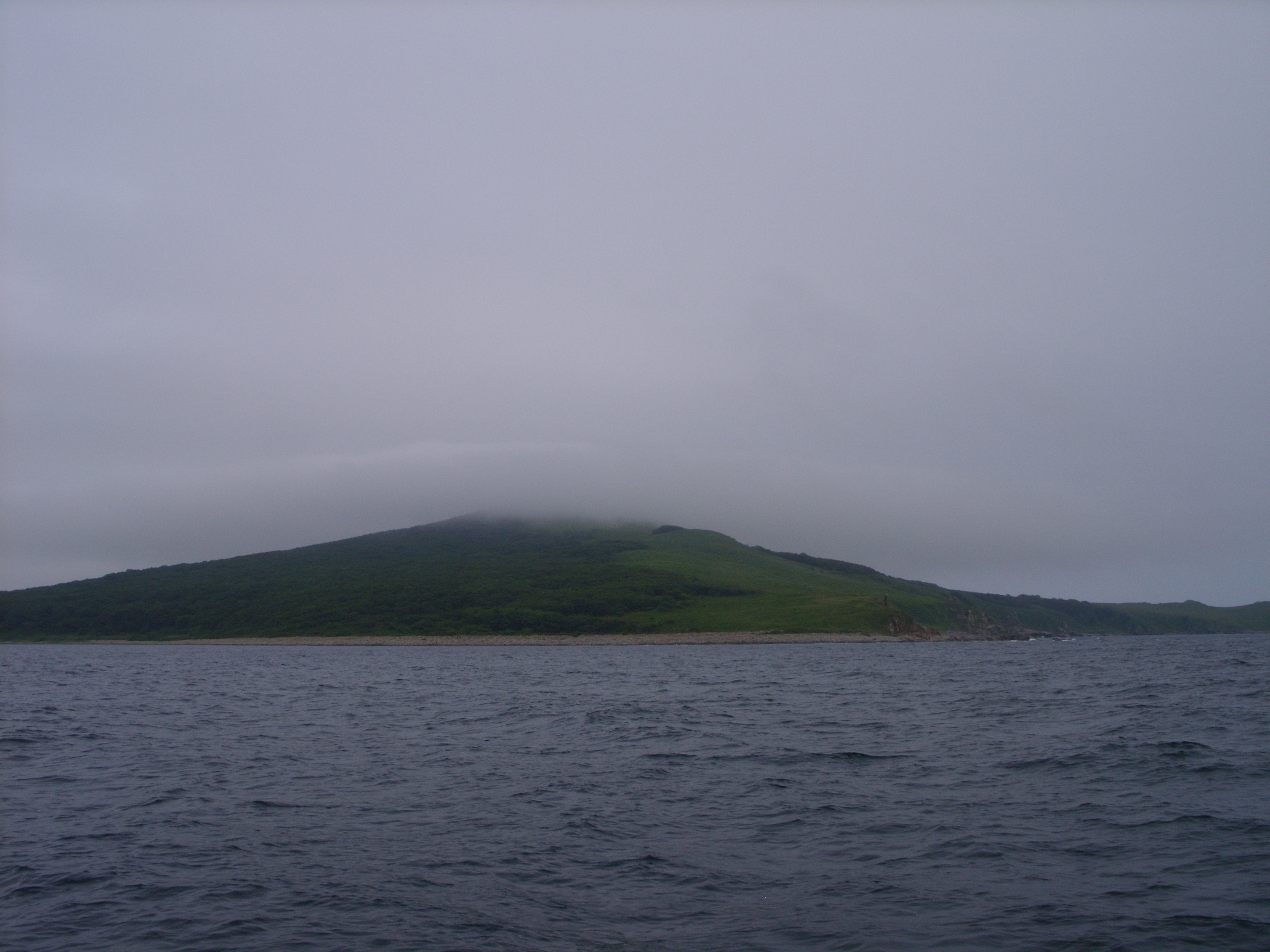
Остров Рейнеке с воды
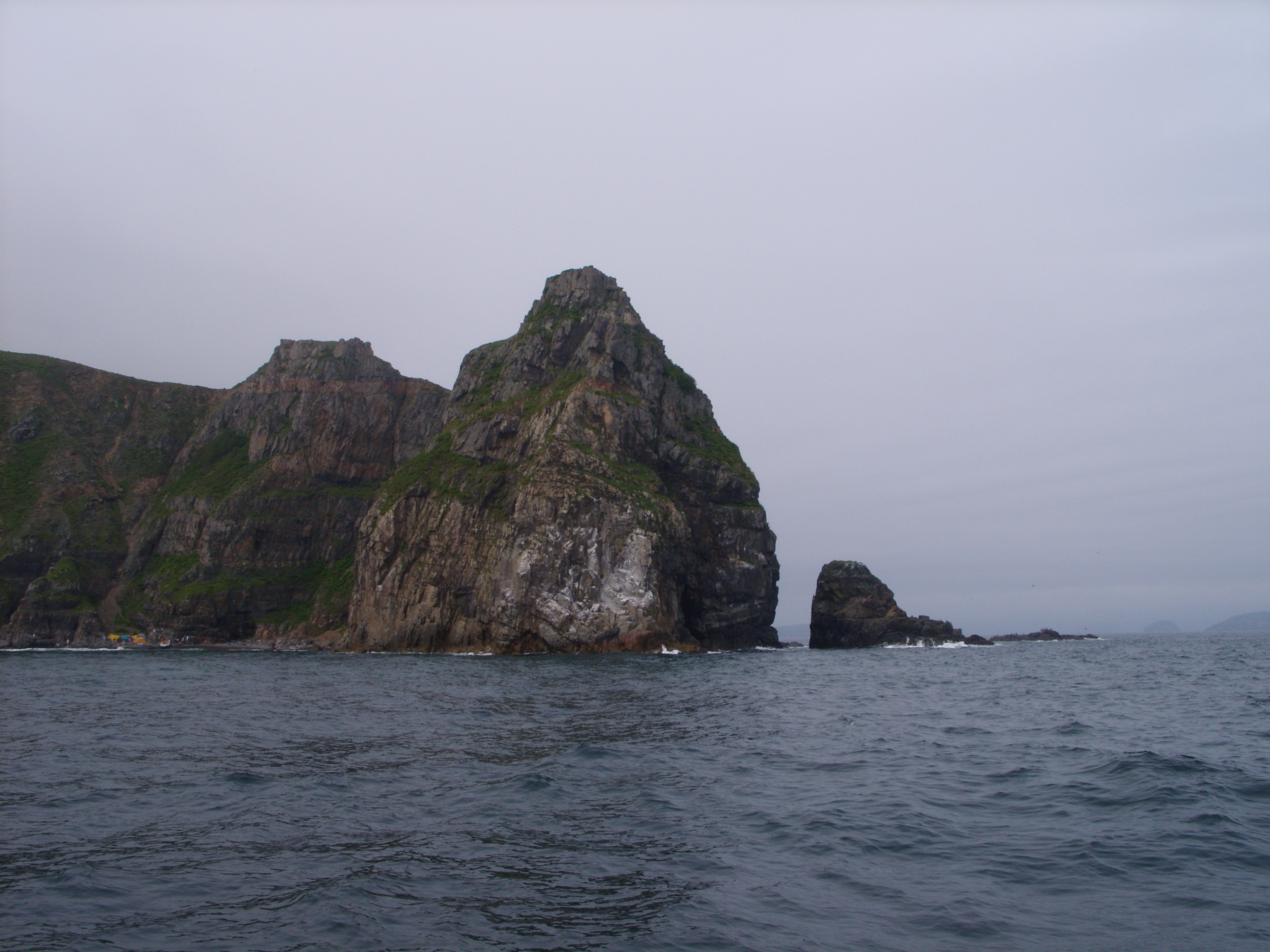
Скала Голова Льва
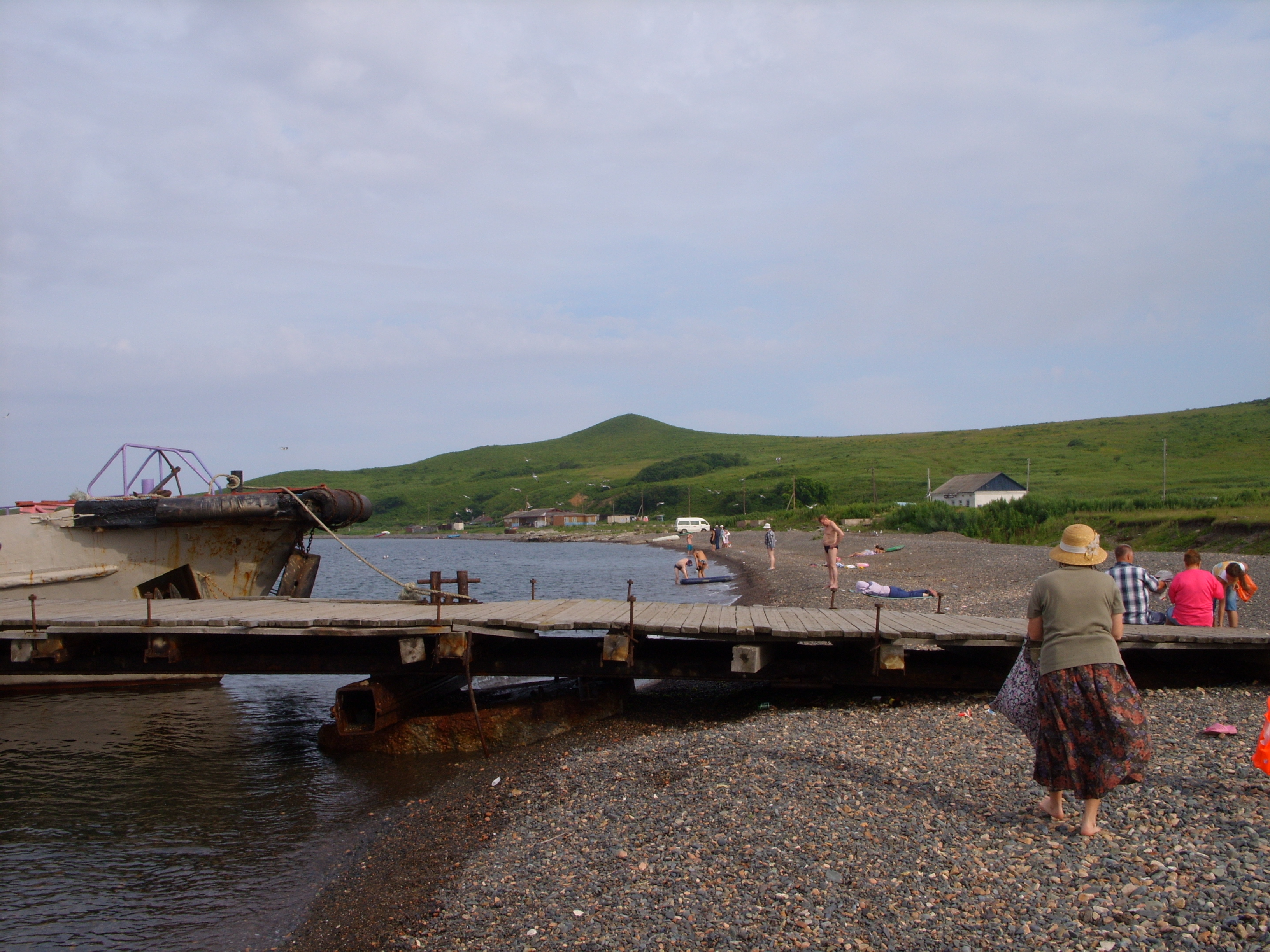
Причал, пляж
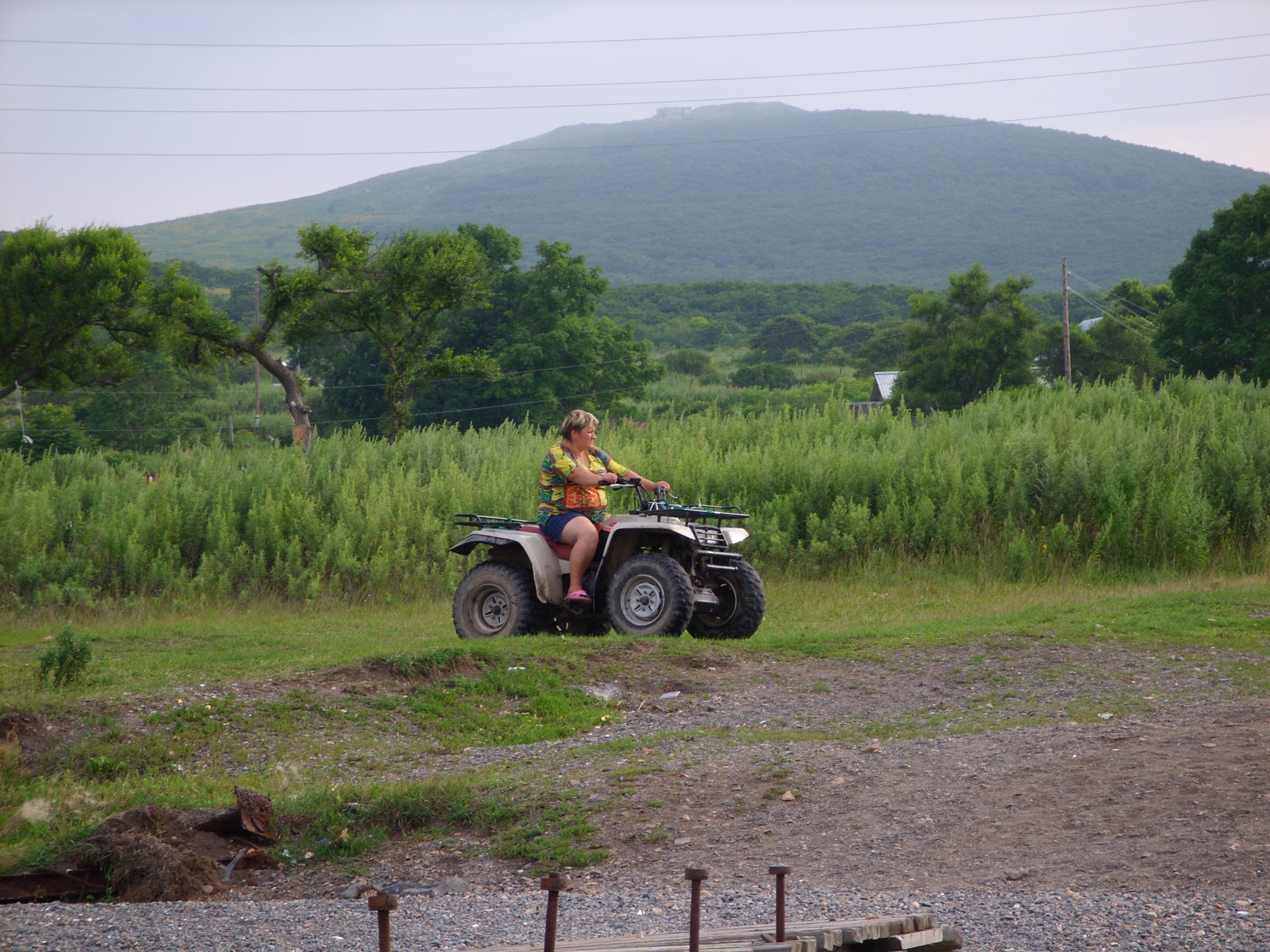
Местная жительница на квадроцикле
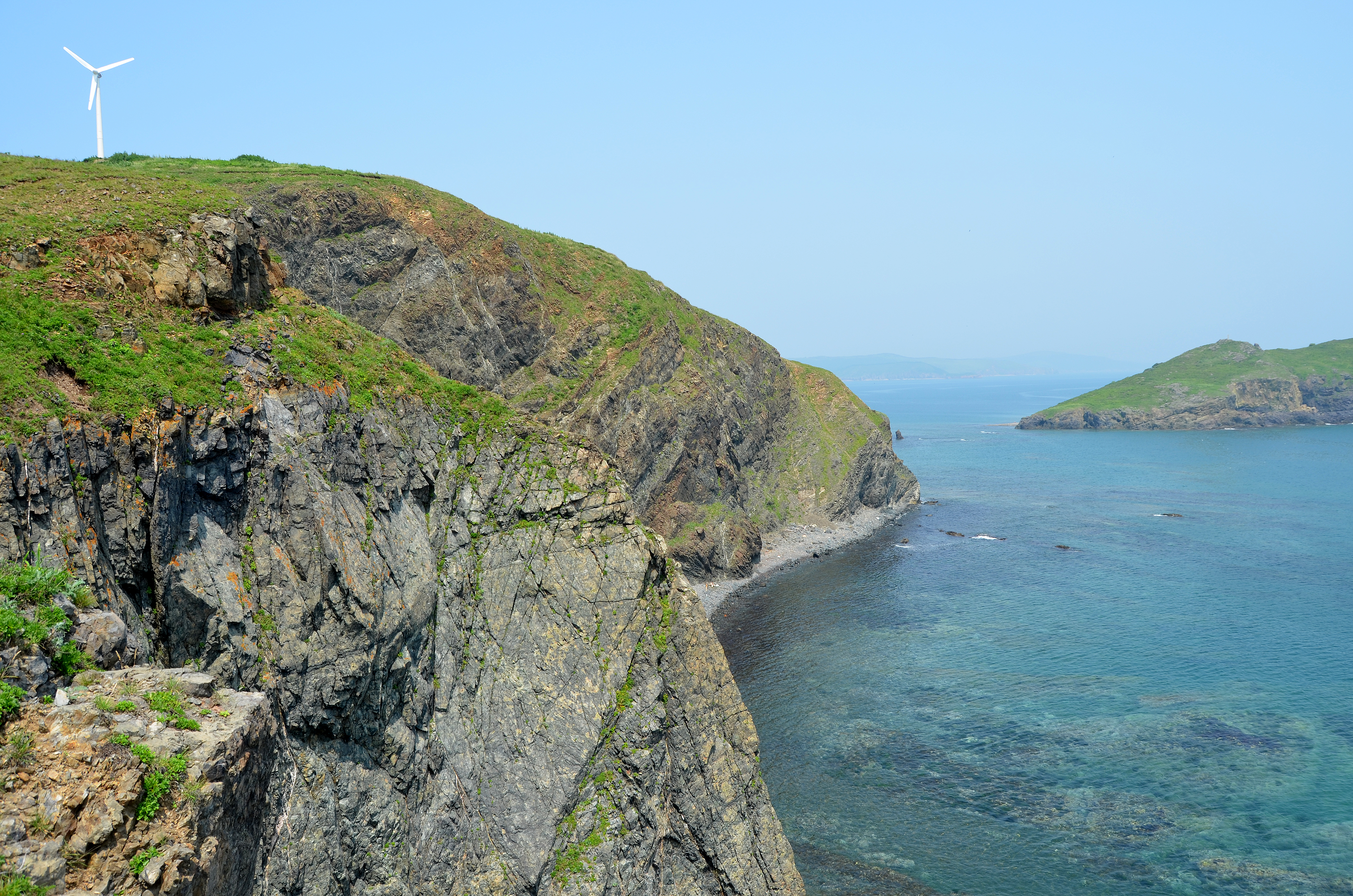
Ветрогенератор. Справа остров Викента